# هماي عليا
هماي عليا هي قرية في مقاطعة ورزقان، إيران. عدد سكان هذه القرية هو 118 في سنة 2006.